# NGC 3420
NGC 3420 ist eine Balken-Spiralgalaxie vom Hubble-Typ SBa im Sternbild Wasserschlange. Sie ist schätzungsweise 260 Millionen Lichtjahre von der Milchstraße entfernt.
Das Objekt wurde im Jahre 1886 von Francis Leavenworth entdeckt.